# パリ・オペラ座バレエ学校
パリ・オペラ座バレエ学校（パリ・オペラざバレエがっこう、フランス語: École de danse de l'Opéra national de Paris）は、世界最古のバレエ団として知られるパリ・オペラ座バレエの養成校である。
1713年にルイ14世により設立され、今日では世界最高峰のバレエ学校の1つであるとされている。
パリ・オペラ座バレエでエトワールやプルミエ・ダンスーズとなるためには、本校を卒業することがほぼ唯一の道である。実際、本校を卒業せずにエトワールとなった者はリュドミラ・パリエロと、オニール八菜しかいない。

## 創設
パリ・オペラ座バレエ学校は、ルイ14世が1713年7月16日に公布した、王立音楽院のダンサーを養成するための王立舞踊学校を設立する布告によって設立された。
1780年には、学校の基本原則として、ルイ14世が当初定めたように学費を無料とすることや入学時に選考を行うことの他、費用や給与、専門教育の枠組みなどが改めて確認された。

## キャンパス
設立当初はサン・ニケーズ街にあったが、1875年にガルニエ宮に移った。1983年、校長クロード・ベッシーがジャック・ラング文化相の支援を受けて独立したキャンパスの建設に乗り出した。同年開催された設計コンペの結果、キャンパス新築プロジェクトはクリスチャン・ド・ポルザンパルクに任されることになった。そして、1987年にアンドレ・マルロー公園にほど近いナンテールの新キャンパスに移転した。

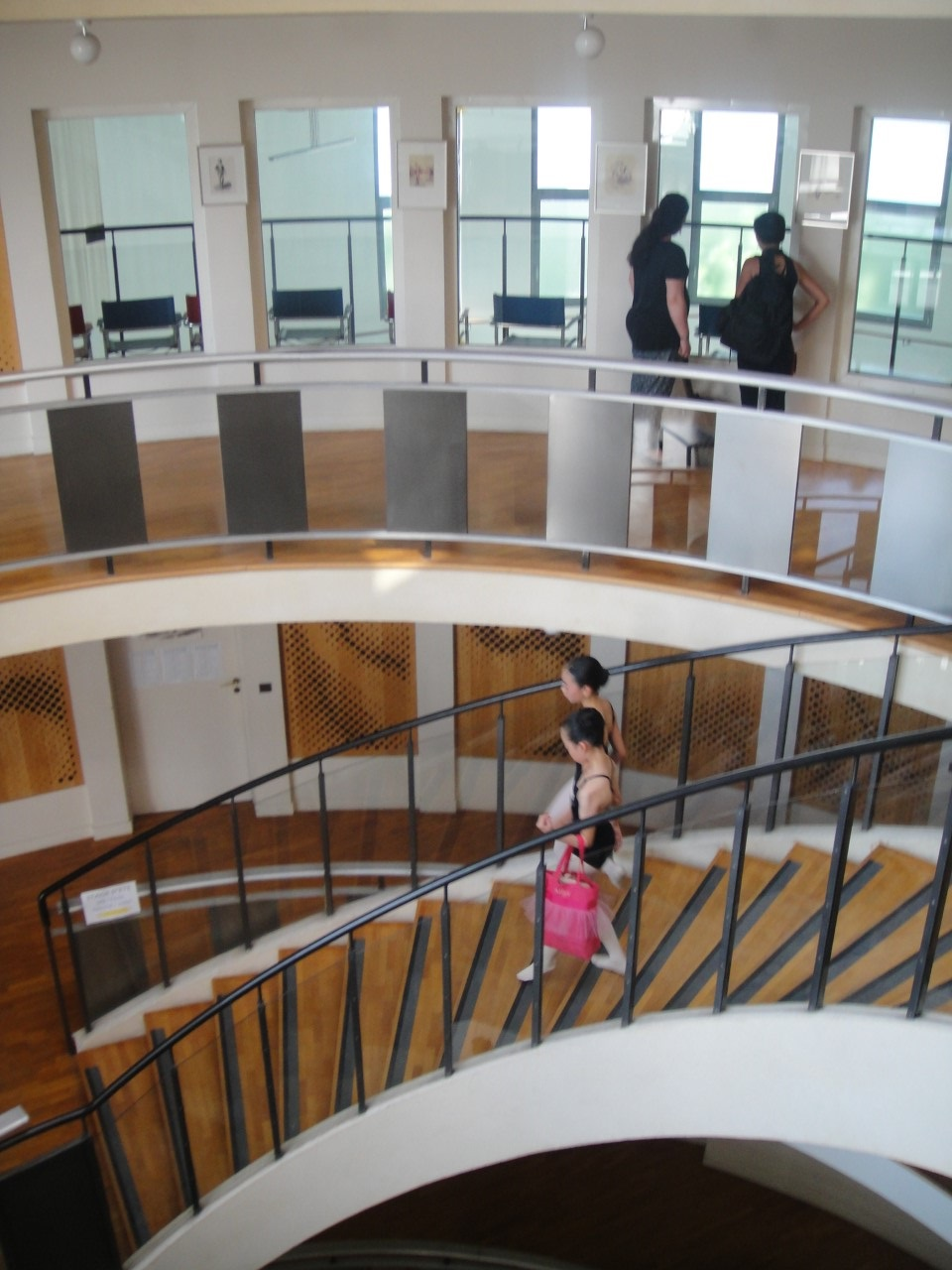
キャンパスの内装

## 教育
伝統的に、生徒は6ディヴィジョンに分けられる。ディヴィジョンは訓練の程度を表しており、生徒は第6ディヴィジョンに入学して、第1ディヴィジョンで卒業する。
1970年から2001年までパリ・オペラ座バレエ学校で教鞭を執ったジルベール・マイヤーは、パリ・オペラ座バレエのコール・ド・バレエの指導も行っていた 。
ジルベール・マイヤーはルドルフ・ヌレエフおよびミハイル・バリシニコフと交流があり、ワガノワ・メソッドのような教本がないパリ・オペラ座バレエ学校において、受け継がれてきたフランス派の伝統を柔軟に発展させたものを生徒に直接伝えている。
ダンス教育は学際的であり、さまざまなダンス・クラス（クラシック、キャラクター、コンテンポラリー、ジャズ、フォークロア、バロック）に加えて、音楽、パントマイム、コメディ、舞台芸術、ダンスの歴史、さらには解剖学や体操など、ダンスを補完するコースも設けられている。これらのコースのほとんどは、1980年代に当時の校長クロード・ベッシーが導入したものである。
1995年以降は、すべての生徒にバカロレア取得を目指す学科教育のクラス履修も義務づけられている。

## 入学試験と進級試験
入学試験は非常に厳密に行われる。入学生は最終的に30-40人に絞り込まれるが、志望者はまず選抜にかけられる女子400名・男子150名のうちの1人に選ばれなければならない。この選考は、身体検査とダンス実技により行われる。
身体検査では、志望者の身長と体重がそれぞれ定められた範囲内にあるかが確認される。これは、志望者の体格が良好であるだけでなく、将来的により望ましい体格へと成長するかどうかを見定めるためである。
入学後も、生徒は折に触れてさまざまな試験を受ける。各ディヴィジョンは、5月の学年末に行われる進級試験をもって終わるが、ここで落第すると留年ではなく退学となる。これは、見込みのない生徒が早期に別の進路に進めるようにするためであり、学科教育を施すのも、挫折してもスムーズに普通学校や他の職業訓練に編入できるようにすることで、失業率の高いフランスにおいて将来の失業者を生み出すことを防ぐ意味合いがある。

## 最終試験
第1ディヴィジョンでの訓練を終えると、パリ・オペラ座バレエ団への入団試験が行われる。これに合格すると、パリ・オペラ座バレエ団のカドリーユ研修生として入団が認められる。不合格の場合も、18歳未満であれば再挑戦が認められる。第1ディヴィジョンを修了すると、国家舞踊家専門資格（DNSPD、Diplôme National Supérieur Professionnel de Danseur）のディプロマを授与される。

## 狭き門
パリ・オペラ座バレエ学校の合格率は非常に低い。入学試験に応募できるのは女子400人・男子150人の計550人だが、合格して第6ディヴィジョンに入学できるのは30-40人に過ぎない。6年の教育課程でダンスを学ぶ中で進級試験による選抜が行われ、卒業できるのはわずか12人に過ぎない。
卒業生のために、パリ・オペラ座バレエには毎年コール・ド・バレエの席が1-4つ空けられている。
2011年、本校校長のエリザベット・プラテルは、入団試験の結果発表の席において、「生徒達はオペラ座バレエや他のバレエ団で通用するように訓練されており、（オペラ座バレエに入団できなかった生徒も）本校での指導の恩恵によって、むしろ他のバレエ団で活躍しうると考えている」と発言している。
パリ・オペラ座バレエの団員数は1年を通じて約150人で一定であり、ダンサーのキャリアが20年だと仮定すると、毎年7人から8人が入れ替わることになる。
パリ・オペラ座バレエのコール・ド・バレエに加入するダンサーのほとんどは、本校の出身者である。

## 教員
6ディヴィジョンに計12名の教師がいるほか、6か月のインターンシップに教師1名がついている。本校の教師は、基本的にパリ・オペラ座バレエの元ダンサーで、スジェやプルミエ・ダンスールを務めた者もいる。
教師陣にはウィルフリード・ロモリ 、キャロル・アルボ 、ファニー・ガイダのようなかつてのスターダンサーもおり、ロモリは男子の第1ディヴィジョン、アルボは女子の第1ディヴィジョン、ガイダは女子の第3ディヴィジョンを担当している。

## 重要性
パリ・オペラ座バレエの団員の95%は本校の出身者であり、本校を卒業することは実質的にパリ・オペラ座バレエに入団するための必須条件になっている。
研修生として入団した後は、カドリーユ、コリフェ、プルミエ・ダンスール（男性）またはプルミエ・ダンスーズ（女性）、エトワールの5階級に分けられる。
18人いるエトワールの中で、本校を卒業していないのはリュドミラ・パリエロただ一人であり、プルミエ・ダンスーズまで広げてもオニール八菜しかいない。
本校は、ブノワ賞の受賞回数がもっとも多いバレエ学校であり、1991年以来、16回受賞のボリショイ・バレエ学校を上回る、20回の受賞を誇っている。

## イベント
毎年恒例のイベントとして、パリ・オペラ座バレエ・パレード（コール・ド・バレエ、プレミアダンサー、スターと並んで）や4月に行われる学校公演、12月にガルニエ宮で行われるデモ公演がある。パリ・オペラ座バレエの制作やツアーにも定期的に参加している。また、ガルニエ宮の舞台に世界的バレエ学校7校が会するガラ公演 Gala des Ecoles du XXIe siècle（21世紀の学校ガラ）も開催している。

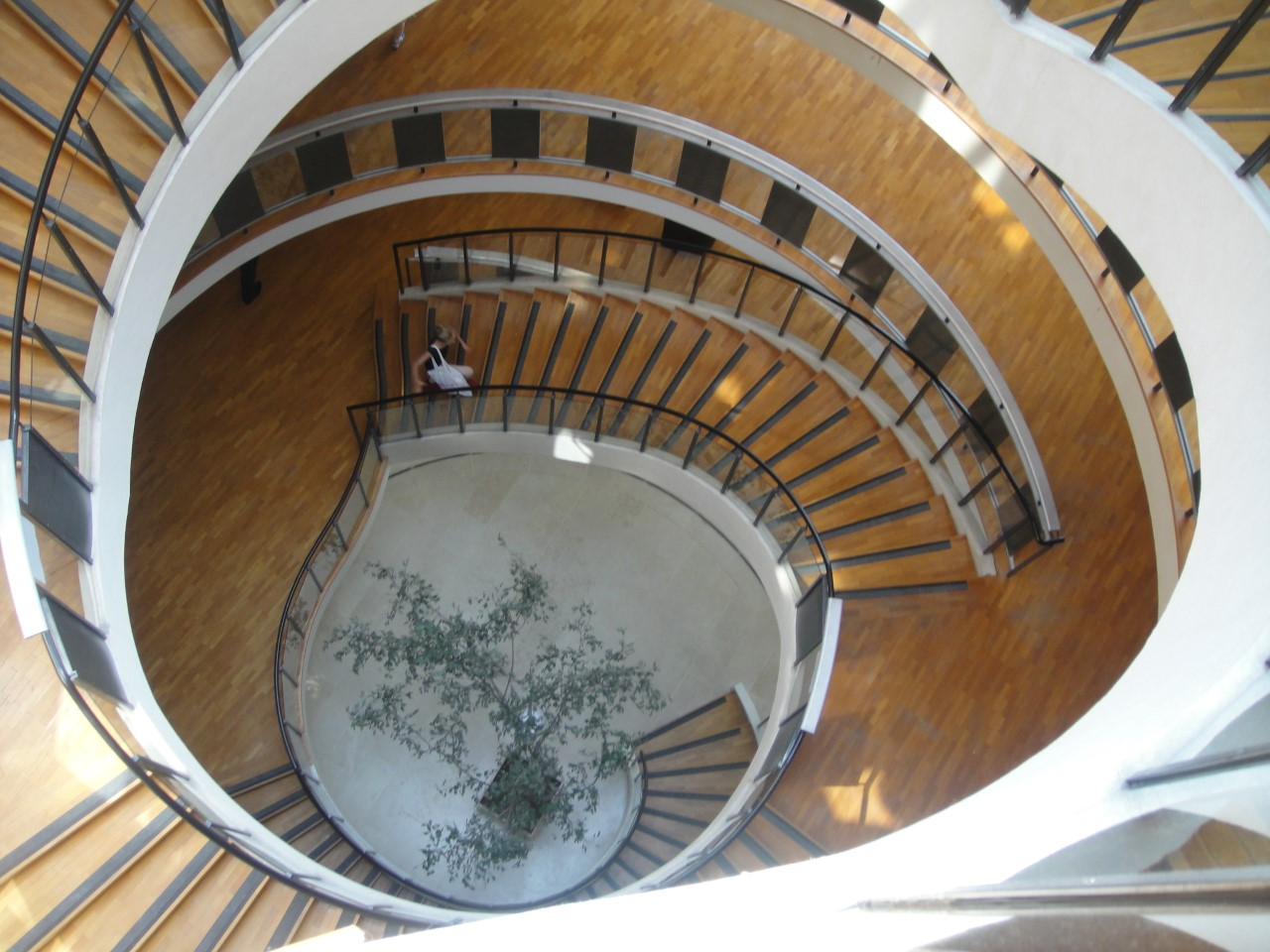
キャンパスの階段